# Ekaterina Atalık
Ekaterina Atalık (z domu Jekatierina Lwowna Połownikowa, ur. 14 listopada 1982) – turecka szachistka pochodzenia rosyjskiego, arcymistrzyni od 2001, posiadaczka męskiego tytułu mistrza międzynarodowego od 2007 roku.

## Kariera szachowa
W 2000 r. zdobyła w Warnie tytuł akademickiej wicemistrzyni świata. W 2001 r. zwyciężyła w rozegranym w Smoleńsku Pucharze Rosji. Rok później podzieliła w Eliście II-IV miejsce w mistrzostwach kraju oraz zajęła II miejsce na turnieju w Vammali. W 2004 r. wystąpiła w Eliście na mistrzostwach świata systemem pucharowym, awansując do II rundy (uległa w niej Katerinie Lahno). W 2006 r. osiągnęła największy sukces w karierze, zdobywając w Kuşadası tytuł mistrzyni Europy. Zajęła również II miejsce (za swoim mężem) w turnieju w Antalyi. W 2011 r. podzieliła III m. (za Mateuszem Bartlem i Draganem Solakiem, wspólnie z m.in. Abhijeetem Guptą i Nidżatem Mamedowem) w Kawali.
Wielokrotnie reprezentowała Rosję i Turcję w turniejach drużynowych, m.in.: dwukrotnie na olimpiadach szachowych (w latach 1998, 2006) oraz dwukrotnie na drużynowych mistrzostwach Europy (w latach 1999, 2007).
Najwyższy ranking w dotychczasowej karierze osiągnęła 1 września 2011 r., z wynikiem 2481 punktów zajmowała wówczas 24. miejsce na światowej liście FIDE.

## Życie prywatne
W listopadzie 2005 roku wyszła za mąż za tureckiego arcymistrza Suata Atalika.